# Helina cilipes
Helina cilipes este o specie de muște din genul Helina, familia Muscidae. A fost descrisă pentru prima dată de Johann Andreas Schnabl în anul 1902. Conform Catalogue of Life specia Helina cilipes nu are subspecii cunoscute.